# Walerian
Walerian – imię męskie pochodzenia łacińskiego. Wywodzi się od słowa oznaczającego „mocny”, „silny”, „zdrowy”. Wśród patronów – św. Walerian, męczennik z III wieku (wspominany 14 kwietnia).
Walerian imieniny obchodzi: 29 stycznia, 14 kwietnia, 14 czerwca, 23 sierpnia i 15 grudnia.